# 晋原街道
晋原街道，是中华人民共和国四川省成都市大邑县下辖的一个乡镇级行政单位。2019年12月，将王泗镇黄土村、义兴村所属行政区域划归晋原街道管辖，晋原街道子龙街社区、晋王社区、芙蓉社区、锦屏社区、元通社区、红光社区、东街社区、大树社区、长春路社区、兴隆社区、潘家坝社区、玉龙社区、邑新社区、驷马社区、鸳鸯社区、镇东村、邑溪村、伯乐村、晋义村、龙华村、干溪村、七里村、青屏村所属行政区域划归青霞街道管辖。

## 行政区划
晋原街道下辖以下地区：
东街社区、南街社区、西街社区、北街社区、子龙街社区、长春路社区、南苑社区、红光社区、官渡社区、邑新社区、玉龙社区、驷马社区、斜江社区、元通社区、芙蓉社区、清江村、建华村、鸳鸯村、锦屏村、伯乐村、牟坎村、晋义村、镇东村、邑溪村、晋王村、青屏村、大树村、双兴村、干溪村、岳江村、平域村、梁坪村、五童村、凤凰村、华三村、马王村、龙华村、新河村、金龙村、莲兴村、友谊村、新乐村和七里村。
2019年12月调整后，晋原街道辖北街社区、南街社区、西街社区、莲兴社区、南苑社区、建华社区、桃源社区、官渡社区、岳江社区、斜江社区、坪域村、华三村、马王村、金龙村、梁坪村、清江村、凤凰村、友谊村、新乐村、五童村、黄土村、义兴村所属行政区域。